# Elise Zvirbulis
Elise Zvirbulis (verheiratete Elise Collins; * 23. März 1991 in Long Beach, Kalifornien) ist eine ehemalige Triathletin und Beachhandballspielerin, die im Beachhandball Nationalspielerin ihres Landes war.

## Familie, Ausbildung und Karriere
Elise Zvirbulis besuchte die Long Beach Polytechnic High School und anschließend zunächst die University of California, Santa Barbara (UCSB) und danach die California State University, Long Beach (CSULB), wo sie Sportphysiologie und Biomechanik studierte und das Studium mit einem Bachelor of Science abschloss. Anschließend wurde sie Program Coordinator einer Non-Profit-Organisation in Orange County, die sich um Menschen mit Rückenmarksverletzungen kümmert.

## Sportlicher Werdegang
In der Schule versuchte sich Zvirbulis in verschiedenen Disziplinen der Leichtathletik sowie im Crosslauf. Während des Studiums war sie jeweils für zwei Jahre Mitglied der universitären Triathlon-Teams der UCSB sowie der CSULB.
Auf Vereinsebene spielt Zvirbulis Beachhandball für den RIP Beach Handball Club. Sie gehörte 2019 im Zuge eine teilweisen Umstrukturierung im Vergleich zum Vorjahr  zum Kader der US-Nationalmannschaft im Beachhandball und wechselte damit wie der Großteil ihrer Mannschaftskameradinnen von anderen Sportarten zum Beachhandball. Bei den 2019 erstmals ausgetragenen Nordamerika- und Karibikmeisterschaft in Chaguanas auf Trinidad und Tobago gewann Zvirbulis mit ihrer Mannschaft im Finale gegen Mexiko den Titel. Dies war der Erste für die US-Frauen überhaupt. Mit der Platzierung bei den kontinentalen Meisterschaften war auch die Qualifikation zu den World Beach Games 2019 in Doha erreicht worden. Für Katar wurde sie allerdings nicht nominiert, anstatt ihrer kam Elizabeth Hartnett zum Einsatz. Sie gehörte für die World Games noch zum Ersatzkader, trat danach aber nicht mehr in Erscheinung.
Mit der Vereinsmannschaft gewann Zvirbulis 2019 die renommierten So. Cal Beach Handball Championships, eines der wichtigsten jährlichen Turniere Nordamerikas im Beachhandball.

## Belege und Anmerkungen
1. ↑  Neuro-Muscular Connection. Abgerufen am 31. Januar 2023 (englisch).
LinkedIn-Profil
2. ↑  NORCA Championships in Trinidad – Men’s and Women’s National Teams Roster Announcement. In: www.teamusa.org. USA Team Handball, 5. Juli 2019, abgerufen am 1. Februar 2023 (englisch).
3. ↑  ANOC World Beach Games Roster Release. In: www.teamusa.org. USA Team Handball, 8. August 2019, abgerufen am 1. Februar 2023 (englisch).

| Personendaten    | Personendaten                                           |
| ---------------- | ------------------------------------------------------- |
| NAME             | Zvirbulis, Elise                                        |
| ALTERNATIVNAMEN  | Collins, Elise (Ehename)                                |
| KURZBESCHREIBUNG | US-amerikanische Beachhandballspielerin und Triathletin |
| GEBURTSDATUM     | 23. März 1991                                           |
| GEBURTSORT       | Long Beach, Kalifornien                                 |